# Orde van Sultan Ahmad Shah van Pahang
De "KeBawah Duli Yang Maha Mulia Sultan dan Yang di-Pertuan Negara Pahang Dar ul-Makmur" oftewel "Koning en Prins van Pahang" Paduka Sri Baginda Sultan Haji Ahmad Shah al-Musta'in Billah ibni al-Marhum Sultan Sir Abu Bakar Riayat ud-din al-Mu'azzam Shah, stichtte vier ridderorden.
De derde van deze ridderorden is de "Meest Illustere Orde van Sultan Ahmad Shah van Pahang" die in het Maleis "Darjah Kebesaran Sri Sultan Ahmad Shah Pahang Yang Amat DiMulia " genoemd wordt. De orde werd op 24 oktober 1977 ingesteld door Sultan Paduka Sri Baginda Sultan Sir Abu Bakar Riayat ud-din al-Mu'azzam Shah ibni al-Marhum Sultan Sir 'Abdu'llah al-Muhtasim Billah Shah. Hij werd in 1904 geboren en regeerde van 1932 tot 1974.
De orde heeft vier graden;
- Eerste Klasse of Grote Ridder, in het Maleis "Datuk Sri" of "Sri Sultan" genoemd.

De dragers van de Eerste Klasse dragen een gouden keten met daaraan de negenpuntige gouden ster van de orde.Op de linkerborst dragen zij de ster van de orde.Achter de naam mogen zij de letters SSAP plaatsen.
- Tweede Klasse of Ridder Commandeur, in het Maleis "Datuk Setia" of "Darjah Sultan" genoemd.

De dragers van de Tweede Klasse dragen de ster aan een grootlint en de ster van de orde op de linkerborst. Achter de naam mogen zij de letters DSAP plaatsen.
- Derde Klasse of Companion, in het Maleis "Setia" of "Setia Ahmmad" genoemd.

De dragers van de Derde Klasse dragen de ster aan een lint om de hals.Achter de naam mogen zij de letters SAP plaatsen.
- Vierde Klasse of Lid, in het Maleis "Ahli" of "Ahli Ahmad" genoemd.

De dragers van de Vierde Klasse dragen de ster aan een lint op de linkerborst.Achter de naam mogen zij de letters AAP plaatsen.
De orde wordt voor verdienste toegekend.
Het grootlint is groen met drie gele middenstrepen en een gele bies. Het lint van de lagere graden is geel met groen-wit-zwarte biesen. Iedere graad heeft een ander lint.